# ویلا سیمون بولیوار
ویلا سیمون بولیوار (به اسپانیایی: Villa Simón Bolívar) یک منطقهٔ مسکونی در بولیوی است که در استان آندرس ایبانز واقع شده‌است.